# 姜贞羽
姜貞羽（英語：Aisling Jiang，1996年12月30日—），曾用名劉垚昕（鑫），出生於中國雲南省昭通市，中國大陸女演員、舞者及歌手，所属經紀公司為悅凱娛樂。
2016年5月11日，攜作品《開往雲的南端》亮相第69屆戛納電影節。2019年10月30日，參演愛奇藝網絡劇《戀戀江湖》。她於2020年5月2日參加騰訊視頻偶像女團競演養成類真人秀節目《創造營2020》，在第二期中獲得首發成團位之一，並於6月19日因傷退出《創造營2020》比赛。

## 經歷

### 早年經歷
2014年，進入中央戲劇學院舞蹈系。

### 演藝經歷
2016年5月11日，參演個人首部電影作品《開往雲的南端》，以演員身分正式出道。
2019年4月11日，參演芒果TV網絡劇《你好，對方辯友》，在劇中飾演「孫晴」。10月30日，參演愛奇藝網絡劇《戀戀江湖》，在劇中飾演「于盛優」。
2020年5月2日，参加騰訊視頻偶像女團競演養成類真人秀節目《創造營2020》。6月19日，姜貞羽因身體原因宣布退出《創造營2020》的比赛。8月12日，參演古馳制偶像劇七夕大片。

## 音樂作品

### OST
| 發行日期       | 歌曲名稱                          | 歌曲資料                                                                         | MV | 備註                             |
| 2019年11月8日  | 《荒廢時光》 （Time Slipping By） | - 作詞：張鵬鵬 - 作曲：吳姝霆 - 編曲：程天禹 - 製作人：劉碩 - 發行公司：華納音樂 |    | 電視劇《戀戀江湖》插曲           |
| 2024年12月30日 | 《不留遺憾》                      | - 作詞：张镒麟 - 作曲：张镒麟 - 編曲：魁先/张镒麟                                |    | 電視劇《我將喜歡告訴了風》主題曲 |

### 《創造營2020》表演曲目
| 發行日期      | 歌曲資料 | 備註         |
| 2020年5月2日  | 《你最最最重要》 - 歌曲說明：節目官方主題曲 - 原唱者：原創歌曲 - 合作演唱者：全體學員                                    |              |
| 2020年5月2日  | 《16 Shot》 - 歌曲說明：初評級舞台（個人） - 原唱者：Stefflon Don                                                        | 第一期（上） |
| 2020年5月3日  | 《五毒》 - 歌曲說明：初評級舞台（組合） - 原唱者：N2V - 合作演唱者：袁嘉藝、李丞汐、屠芷瑩、孫露鷺                       | 第一期（下） |
| 2020年5月16日 | 《瀟灑小姐》 - 歌曲說明：小組競演歌曲 - 原唱者：蕭亞軒 - 合作演唱者：曾雪瑤、林君怡、敖心儀、蘇芮琪、舒一靈、希林娜依·高 | 第三期（上） |
| 2020年5月31日 | 《時候》 - 歌曲說明：位置測評歌曲 - 原唱者：蘇運瑩 - 合作演唱者：劉些寧、康汐、胡嘉欣、謝安然 - 備註：擔任中心位         | 第五期（下） |

## 影視作品

### 電視劇／網絡劇
| 首播年份 | 劇名                                         | 角色       | 備註         |
| 2019年   | 《你好，對方辯友》 （Hello Debate Opponent） | 孫晴       |              |
| 2019年   | 《戀戀江湖》 （Lovely Swords Girl）          | 盛优       | 網絡劇       |
| 2024年   | 《少年白馬醉春風》                           | 易文君     | 網絡劇       |
| 2024年   | 《我將喜歡告訴了風》                         | 林格       |              |
| 2024年   | 《大奉打更人》                               | 浮香       | 網絡劇       |
| 2025年   | 《下一任，是幸福》                           | 賀明月     | 抖音網絡短劇 |
| 2025年   | 《明眸》                                     | 李知安     | 網絡短劇     |
| 2025年   | 《錦月如歌》                                 | 徐娉婷     | 網絡劇       |
| 待播出   | 《白羽流星》                                 | 喬梓萱     | 網絡劇       |
| 待播出   | 《吾凰在上》                                 | 赤圆 /奚圆 | 網絡微劇     |
| 待播出   | 《水龙吟》                                   | 红姑娘     |              |
| 待播出   | 《月鳞绮纪》                                 | 司封       | 網絡劇       |
| 待播出   | 《平凝有令》                                 | 萧平凝     |              |

### 電影
| 上映年份 | 日期    | 電影名稱                                                   | 角色   | 性質   |
| 2016年   | 5月11日 | 《開往雲的南端》  （Southern Edge of the Cloud） |        | 女主角 |
| 2024年   | 12月7日 | 《出不去的房間》                                           | 林小楠 | 女主角 |
| 待上映   |         | 《小雞快跑》                                               | 朱小美 |        |

### 固定綜藝
| 播出日期             | 頻道     | 節目名稱               | 備註                   |
| 2020年5月2日－7月4日 | 騰訊視頻 | 《創造營2020》         | 參賽者 （6月19日退賽） |
| 2021年10月27日       | 騰訊視頻 | 《超新星運動會第四季》 | 參賽者                 |
| 2022年9月10日        | 騰訊視頻 | 《桃花塢開放中》       |                        |
| 2024年8月13日        | 騰訊視頻 | 《超新星運動會第五季》 | 參賽者                 |

## 活動出席

### 品牌活動
| 年份   | 日期     | 品牌方      | 地點 | 活動名稱                | 備註           |
| 2020年 | 7月17日  | 古馳        |      |                         |                |
| 2020年 | 8月26日  | 兰蔻        |      | 兰蔻品牌85周年          | 天貓超級品牌日 |
| 2022年 | 9月14日  | MichaelKors |      | 2023MKC春夏系列發布會   |                |
| 2022年 | 10月10日 | TAMBURⅠNS   |      | tamburins嗅觉档案香气展 |                |

### 粉絲見面會、發佈會、首映禮
| 年份   | 日期    | 地點                         | 主題                         | 備註 |
| 2024年 | 7月19日 | 北京英皇電影城英皇集體中心店 | 《少年白馬醉春風》抖音追劇團 |      |
| 2024年 | 12月4日 | 北京                         | 《出不去的房間》北京首映禮   |      |

### 頒獎典禮/時尚盛典
| 年份   | 日期     | 播放平台 | 頒獎典禮/時尚盛典名稱 | 備註 |
| 2021年 | 10月12日 | 騰訊視頻 | OK！九週年摯愛大賞    |      |
| 2021年 | 11月16日 |          | 智族GQ MOTY年度人物   |      |
| 2024年 | 8月3日   | 芒果TV   | 2024斯洛克時尚之夜    |      |
| 2024年 | 9月21日  |          | 絲綢之路國際電影節    |      |
| 2025年 | 1月1日   | 安徽衛視 | 2024國劇盛典          |      |

### 晚會
| 年份   | 日期     | 播放平台   | 節目名稱                    | 表演節目             | 備註 |
| 2021年 | 6月12日  | 浙江衛視   | 百度「潮」盛典              | 十面埋伏             |      |
| 2022年 | 1月27日  | 網易雲音樂 | 我們的村晚                  | 你                   |      |
| 2023年 | 1月16日  | 百度       | 沸點元宇宙之夜              | 星夢訣               |      |
| 2023年 | 5月31日  | 騰訊視頻   | 京東20年晚八點歌會          | 一舞翩翩、集合時刻   |      |
| 2023年 | 12月31日 | 浙江衛視   | 2023-2024浙江衛衛視跨年晚會 |                      |      |
| 2024年 | 8月11日  | 新浪微博   | 2024穿越火線嘉年華          | 穿越光界             |      |
| 2024年 | 12月31日 | 江蘇衛視   | 江蘇衛視跨年演唱會          | 領悟、問、至少還有你 |      |

## 雜誌
| 年份   | 期數     | 雜誌名稱                | 期數   | 備註                       |
| 2020年 | 8月3日   | 時裝LOFFICIEL           |        | 電子刊                     |
| 2021年 | 6月10日  | 紅秀GRAZIA              |        |                            |
| 2021年 | 7月16日  | 悅遊Conde Nast Traveler |        |                            |
| 2021年 | 12月20日 | GLASS                   |        |                            |
| 2022年 | 1月17日  | 拓本UMONE               | 1月刊  |                            |
| 2022年 | 2月14日  | BOBOSNAP                |        |                            |
| 2022年 | 2月21日  | SUPRE世界青年           |        |                            |
| 2022年 | 9月27日  | PurplePearl             |        |                            |
| 2022年 | 11月23日 | 昕薇                    | 11月刊 |                            |
| 2023年 | 3月14日  | THEICON                 |        | 與古子成                   |
| 2023年 | 8月29日  | Trendmo趨勢             |        | 與凌雲、奕誠、趙讓、張紫寧 |
| 2024年 | 6月18日  | Tops時尚人物            | 6月刊  |                            |
| 2024年 | 7月5日   | 視周刊MODE              |        |                            |
| 2024年 | 9月16日  | LINK領客                |        |                            |

## 榮譽
| 年份   | 日期    | 頒獎典禮       | 榮譽           | 結果 |
| 2023年 | 1月16日 | 沸點元宇宙之夜 | 沸點新勢力演員 | 獲獎 |
| 2025年 | 1月1日  | 2024國劇盛典   | 國劇演藝新銳獎 | 獲獎 |

## 外部連結
- 姜贞羽的新浪微博
- 姜贞羽的Instagram帳戶
- 姜贞羽在豆瓣上的资料（简体中文）
- 姜贞羽的小红书